# Georg Frey
Georg Frey (* 3. April 1902 in München; † 28. August 1976) war ein deutscher Textilfabrikant (Firma Lodenfrey) und Käfersammler.

## Leben
Georg Frey absolvierte 1921 das Wilhelmsgymnasium München. 1927 wurde er an der Universität Erlangen zum Dr. phil. promoviert.
Frey brachte eine große Sammlung von über zwei Millionen Käfern zusammen. Für die Betreuung seines Privatmuseums (Museum G. Frey), zunächst in München, später in Tutzing, beschäftigte er drei bis fünf Mitarbeiter. Frey begründete auch die Reihe Entomologische Arbeiten aus dem Museum G. Frey, die bis 1987 in 56 Bänden erschien.
Seine Sammlung wurde 1986 von seiner Witwe an das Naturhistorische Museum in Basel verkauft.
Mit seinem Unternehmen Loden-Frey profitierte er wie andere Großbetriebe auch als Uniformlieferant von den „Arisierungen“ und dem Einsatz von KZ-Häftlingen und Kriegsgefangenen.
Nach dem Krieg erklärte Georg Frey in Hinblick auf sein Engagement in NS-Organisationen u. a.: „Mit meiner religiösen Überzeugung schien dieser Einfluss nicht im Widerspruch zu stehen, da gerade damals der Abschluss des Konkordats erfolgte und auch kirchliche Kreise keine Bedenken äußerten.“